# Суланда (приток Пуи)
Су́ланда (устар. Сулонда) — река в Архангельской области России, левый приток Пуи. Длина — 126 км, площадь водосборного бассейна — 1160 км².
Суланда берёт начало в Вельском районе. В среднем и нижнем течении Суланда течёт по территории Шенкурского района. Впадает в реку Пую в 9 км от её устья, на высоте 39 метров над уровнем моря.
Ширина реки в верхнем течении — 14—18 м, глубина — 0,7—1,0 м, скорость течения — 0,4—0,5 м/с.

## Притоки
(указано расстояние от устья)
- 10 км: река Туйга
- 59 км: река Чучега
- 79 км: река Маюшка
- 84 км: река Педруга
- 99 км: река Еглец
- 114 км: река Чёрная

## Гидрология
По данным наблюдений с 1963 по 1987 год среднегодовой расход воды в 34 км от устья составляет 7,1 м³/с, максимальный расход приходится на май, минимальный — на март.
| Средний расход воды (м³/с) реки Суланда по месяцам с 1963 по 1987 гг. (замеры производились на гидрологическом посту в районе д. Камешник в 34 км от устья) |

## Населённые пункты
Населённые пункты на Суланде имеются только в нижнем течении, когда она поворачивает на юго-восток: Желтиковская, Боровская, Запаковская, Камешник, Трубинская, Сараевская, Затуйская, Серебреница.

## Данные водного реестра
По данным государственного водного реестра России и геоинформационной системы водохозяйственного районирования территории РФ, подготовленной Федеральным агентством водных ресурсов:
- Бассейновый округ — Двинско-Печорский
- Речной бассейн — Северная Двина
- Речной подбассейн — Северная Двина ниже места слияния Вычегды и Малой Северной Двины
- Водохозяйственный участок — Вага